# Bienstand
Der Bienstand, in einigen Geschichten und Romanen Bistand genannt, ist ein flacher, 865 m hoher Höhenrücken im Bayerischen Wald zwischen den Ortschaften Sankt Oswald-Riedlhütte und Grafenau direkt südlich vor den deutlich höheren Bergen Rachel und Lusen, die schon im Nationalpark Bayerischer Wald liegen. Sein Name kommt vermutlich aus dem Mittelhochdeutschen ("bien"="bei, nahe bei" und "stand"="Waldweide", siehe auch Kirchlinger Stand) und bedeutet "Nahe Waldweide".
Am flachen Gipfelplateau steht ein großes Holzkreuz, der Ausblick nach Süden ist frei und reicht an Föhntagen bis zur Kette der Alpen vom Dachstein bis zum Kaisergebirge. Zum Bienstand führen mehrere markierte Wanderwege aus den umliegenden Dörfern herauf, am nächsten liegen Reichenberg und Höhenbrunn.